# Ковня ІІ
Ковня II (пол. Kownia ІІ, Kownia odmienny, Wysiecki, Wyschecki ) -  шляхетський кашубський герб, різновид герба Ковня.

## Опис герба
Герб з'явився принаймні в трьох варіантах. Описання, що використовують правила блазонування, запропонованих Альфредом Знаєровським: 
Ковня II (Kownia odmienny, Wysiecki I, Wyschetzki): у червоному полі три мечі у віяло, що торкаються лезами, між двома золотими зірками; під ними золотий півмісяць. Клейнод : хвіст павича. Намет червоний, підбитий золотом.
Висецькі II (Kownia odmienny, Wyschetzki): герб без зірок, у клейноді п'ять страусових пір'їн: дві червоні між срібними. 
Висецькі III (Kownia odmienny, Kownia III odmienny, Wyschetzki): зірки праворуч і ліворуч від крайніх мечів, місяць з обличчям. Без шолома, клейноду і намету, корона прямо над щитом. 

## Найперша згадка
Перший варіант згадується: Nowy Siebmacher, Ledebur ( Pommersches Wappenbuch ), Бенно фон Вінклер ( Die nationalitaten Pomerellens ), Фрідріх Лоренц ( Die Ortshaften Damerkau und Wyschetzin in Kreise Neustadt und die Adelsfamilie von Dębrowski ) та польська геральда Юліуш Кароль Островський ( Герб польських сімей, як Kownia II). Інші варіанти перераховані Новим Зібмахером, хоча Островський цитує як Ковнія III герб, подібний до Висецького III, він має додаткову зірку під півмісяцем, а верхні зірки - між мечами. 

## Сім'я Висецьких
Сім'я має ім'я від села Вишецино. Від 1570 (Вишецькі). Ще одна згадка з 1648 (Висецькі), 1662 (Вишецькі). Сімейні документи згадують як спадок такі села або їх частини: Подязи, Тухліно, Домбрувка, Поблоце, Темпч, Цешене, Кентшино, Кемпліно Горне, Ловч-Ґурни, Навч, Слушево, Жохово і за Кашубським Станоміно і в дев'ятнадцятому столітті, навіть в Сілезії. 

## Гербовий рід
Wysiecki (Wiesietzki, Wischetzki, Wiszecki, Wyschetzki, Wyssecki, Wyszecki, Wyszewski) także z przydomkami: Bach, Zdun, Sikuła, Erazm (Harsmys, Harszmys). Можливо, що ці сім'ї також використовувався основний варіант герба Ковня.